# ميونخ (فلم)
فيلم ميونخ هو فيلم أمريكي للمخرج ستيفن سبيلبرغ، أنتج عام 2005، تجري أحداثه حول مطاردة الموساد لأعضاء منظمة أيلول الأسود التي كانت وراء تنفيذ عملية ميونخ عام 1972 في مدينة ميونيخ الألمانية. الفيلم من بطولة الممثل ايريك بانا. كتب الفيلم توني كوشنير، وإيريك روث.الفيلم ترشح لخمسة جوائز اوسكار: أفضل فيلم، أفضل إخراج، أفضل تحرير، أفضل نص مقتبس، أفضل موسيقى.
وهو فيلم ذو ابعاد سياسية.

## الرواية
يبدأ فيلم ميونخ بعرض مشهد من أحداث عملية أولمبياد ميونيخ عام 1972 ثم يُقطع المشهد ويتحول إلى منزل رئيسة وزراء إسرائيل غولدا مائير، حيث يظهر عميل للموساد من اليهود الألمان يدعي أفنير كوفمان (يقوم بدوره إريك بانا) وهو يتم اختياره لقيادة عملية اغتيال تستهدف 11 فلسطينياً يشتبه بتورطهم في العملية. يقدم أفنير علي أثر ذلك استقالته من الموساد ليعمل بدون أي علاقات رسمية تربطه بإسرائيل بناء على توجيهات من الضابط الذي يدير العملية افرايم (جيفري راش) وذلك لإعطاء الحكومة الإسرائيلية وسيلة لإنكار العملية ظاهرياً. ويشمل فريقه أربعة من المتطوعين اليهود من جميع أنحاء العالم وهم: سائق من جنوب أفريقيا يدعي ستيف (دانيال كريغ)، وصانع ألعاب وخبير متفجرات بلجيكي يدعي روبرت (ماتيو كاسوفيتز)، وجندي إسرائيلي سابق متخصص في «تنظيف» مسرح الجريمة يدعي كارل (كيران هايندز)، ومزور وثائق دنماركي يدعى هانز (هانس زيشلر). ويظهر الفيلم مخبر فرنسي غامض يدعي لويس (ماتيو أمالريك) وهو يقوم بتزويدهم بالمعلومات.
في روما، يطلق الفريق النار علي وائل زعيتر ويقتله، هو دبلوماسي وأديب عربي فلسطيني عمل ممثلاً لمنظمة التحرير الفلسطينية ويعيش محدود الحال. في باريس، يقوم الفريق بتفجير قنبلة في منزل محمود الهمشري، ويفجرون غرفة حسين البشير (حسين عبد ال شير) في فندق في قبرص، ويشتركون مع قوات خاصة من الجيش الإسرائيلي في تعقب ثلاثة فلسطينيين في بيروت وهم محمد يوسف النجار (أبو يوسف)؛ وكمال عدوان وكمال ناصر، وهم متحدثون باسم منظمة التحرير الفلسطينية واختراق مجمع حراسة فلسطيني للقضاء علي ثلاثتهم فيما عرف بعملية فردان.
بين كل عملية وأخرى، غالبا ما يظهر الفيلم القتلة في حالة تردد ويجادلون حول الأخلاق وطبيعة مهمتهم، ويعربون عن خوفهم من نقص الخبرة لدي كل منهم، فضلا عن التناقض الذي يعتريهم بخصوص قتل المارة الأبرياء عن طريق الخطأ. يقوم أفنير بزيارة قصيرة لزوجته التي أنجبت طفلهما الأول. في أثينا، وأثناء تعقبهم لزيد موشاسي، يكتشف الفريق أن لويس (المخبر الفرنسي) قد رتب لهم مخبأً مشتركاً مع أعضاء في منظمة التحرير الفلسطينية المعادية لهم، ويقوم عملاء الموساد بالهروب من تلك المشكلة عن طريق التظاهر بأنهم عملاء لجماعات انفصالية أجنبية مسلحة مثل إيتا، والمؤتمر الوطني الأفريقي وجماعة الجيش الأحمر. وتحدث خلال الليلة التي يقضيها الفريقين معاً محادثة مشحونة المشاعر بين أفنير وعضو من منظمة التحرير الفلسطينية يدعي «علي» (عمر متولي) عن وطنهم ومن الذي يستحق أن يحكم على الأرض. ويطلق كارل النار على «علي» في وقت لاحق حينما يهرب الفريق من العملية التي تستهدف موشاسي.
ينتقل الفريق إلى لندن لتعقب علي حسن سلامة، الذي دبر عملية ميونخ، ولكن تحبط مجموعة من الأميركيين في حالة سكر محاولة اغتياله. وهذا يعني ضمناً أن هؤلاء ما هم الا عناصر من وكالة الاستخبارات المركزية، والتي، وفقا للويس، تحمي وتمد سلامة بالأموال مقابل تعهده بعدم مهاجمة دبلوماسيي الولايات المتحدة. وفي الوقت نفسه، تُبذل محاولات لاغتيال القتلة أنفسهم. ويقتل كارل علي يد «جانيت» وهي قاتلة هولندية مستقلة. يقوم باقي الفريق بالانتقام منها ويتعقبونها ويقتلونها في مركب في هورن، بهولندا. بعد ذلك وجد هانز ميتاً على مقعد في حديقة، مطعوناً بالالة حادة حتي الموت. في حين قُتل روبرت بانفجار في ورشته. يقوم أفنير وستيف بتحديد مكان سلامة أخيراً في اسبانيا، ولكن مرة أخرى أُحبطت محاولة اغتياله، ولكن هذه المرة بواسطة حراس مسلحين لسلامة. وهذا يعني ضمناً أن لويس «الغير أخلاقي» قد باع معلومات عن الفريق لمنظمة التحرير الفلسطينية.
يصاب أفنير بخيبة أمل ويعود إلى إسرائيل، ولا يشعر بالسعادة لقيام اثنين من الجنود الشباب بالترحيب به كبطل، ومن ثم يعود إلى بيته الجديد في بروكلين، حيث يعاني من أعراض ما بعد الصدمة النفسية وجنون الارتياب. ويتم طرده من القنصلية الإسرائيلية بعد اقتحامه لها مطالباً الموساد بأن يترك زوجته وطفله لشأنهما. في المشهد الأخير، يأتي افرايم (الضابط الذي يديره) ويطلب منه العودة إلى إسرائيل والموساد، ولكنه يرفض. وتظهر علي الشاشة في نهاية الفيلم كتابة تشير إلى أن 9 من 11 هدف أساسي قد تم اغتيالهم في نهاية المطاف، بما في ذلك سلامة في عام 1979. ويظهر مركز التجارة العالمي في اللقطة الأخيرة قبل أن ينتهي الفيلم.

## وصلات خارجية
- مقالات تستعمل روابط فنية بلا صلة مع ويكي بيانات